# Matanzas, Mexiko
Matanzas är en ort i Mexiko.   Den ligger i kommunen Ojuelos de Jalisco och delstaten Jalisco, i den centrala delen av landet, 400 km nordväst om huvudstaden Mexico City. Matanzas ligger 2 209 meter över havet och antalet invånare är 1 196.
Terrängen runt Matanzas är kuperad åt sydväst, men åt nordost är den platt. Runt Matanzas är det glesbefolkat, med 18 invånare per kvadratkilometer. Närmaste större samhälle är Ocampo, 18,1 km öster om Matanzas. Trakten runt Matanzas består i huvudsak av gräsmarker.